# Дэв (актёр)
Дипак Адхикари (бенг. দীপক অধিকারী, англ. Deepak Adhikari), более известен как Дэв (бенг. দেব, англ. Dev; род. 25 декабря 1982, Махиша, Западная Бенгалия, Индия) — индийский актёр, кинопродюсер и сценарист, снимающийся в основном в кино на бенгальском языке. В 2016 и 2019 годах избирался в нижнюю палату Парламента Индии от округа Гхатал, представляя партию Всеиндийский массовый конгресс.

## Биография
Дэв родился в деревушке Махиша недалеко от Кешпура. Его отец работал в сфере питания, а мать была домохозяйкой. Провёл детство у дяди и сестры в Чандраконе. Затем переехал в Мумбаи, где окончил среднюю школу Пурушоттам в районе Бандра.
Также он учился актёрскому мастерству в актёрской школе имени Кишора Намита Капура. По его воспоминаниям, будучи на летних каникулах, он побывал вместе с отцом на съёмочной площадке фильма «Судьба солдата». Он описал это как семейный отдых, когда работа не была похожа на работу. В детстве он впервые почувствовал вкус кино. Хотя это был его первый опыт, жизнь продолжала оставаться прежней в течение следующих нескольких лет. Дэв часто сопровождал отца на съёмках фильмов разных режиссёров. После этого он получил диплом в университете Вхаратия-Видияпитх в Пуне в области компьютерной инженерии, он вернулся Мумбаи, начав карьеру как наблюдатель на съёмках фильма «Тарзан: Супер-кар».
Карьера началась с фильма Agnishapath, который провалился в прокате. Однако в 2007 году вышел фильм I Love You, где он сыграл главную роль. Фильм имел коммерческий успех, однако после релиза фильма актёр не получил ни одной роли в течение года. Оставшись без работы, он брал уроки танцев в Мумбаи и отрабатывал боевые сцены под руководством Айеджаба Гулаба.
В 2009 году вышел фильм «Вызов», в котором он снялся вместе с актрисой Субшашри Гангули. Фильм стал хитом в Западной Бенгалии.
В 2013 году вышел фильм «Лунная гора», снятый по одноимённому роману. Фильм имел коммерческий успех и стал самым кассовым фильмом на бенгальском языке на тот момент. В 2017 году вышел фильм Chaamp, в котором Дэв выступил не только как актёр, но как и сценарист и продюсер под собственным баннером «Dev Entertainment Ventures». Фильм имел коммерческий успех. В том же году вышел фильм Amazon Obhijaan, который является продолжением фильма 2013 года, ставший самым кассовым в Западной Бенгалии.

## Фильмография
| Год  |   | Русское название | Оригинальное название  | Роль                               |
| ---- | - | ---------------- | ---------------------- | ---------------------------------- |
| 2006 | ф |                  | Agnishapath            | Indra / Jeet                       |
| 2007 | ф |                  | I Love You             | Rahul                              |
| 2008 | ф |                  | Premer Kahini          | Akash                              |
| 2009 | ф |                  | Mon Mane Na            | Rahul                              |
| 2009 | ф | Вызов            | Challenge              | Abir                               |
| 2009 | ф |                  | Paran Jai Jaliya Re    | Raj                                |
| 2009 | ф |                  | Dujone                 | Akashu                             |
| 2010 | ф |                  | Bolo Na Tumi Aamar     | Abhishek                           |
| 2010 | ф |                  | Le Chakka              | Abir Basu                          |
| 2010 | ф |                  | Dui Prithibi           | Shibu                              |
| 2010 | ф |                  | Shedin Dekha Hoyechilo | Abir                               |
| 2011 | ф |                  | Paglu                  | Dev / Paglu                        |
| 2012 | ф |                  | Romeo                  | Siddhartha Roy aka Sidhu           |
| 2012 | ф |                  | Khokababu              | Abir/Khoka                         |
| 2012 | ф |                  | Paglu 2                | Dev                                |
| 2012 | ф |                  | Challenge 2            | IPS officer Abhiraj Roy a.k.a Abhi |
| 2013 | ф |                  | Khoka 420              | Krish/Krishna                      |
| 2013 | ф |                  | Rangbaaz               | Raj                                |
| 2013 | ф | Лунная гора      | Chander Pahar          | Shankar Roy Chowdhury              |
| 2014 | ф |                  | Bindaas                | Abhimanyu aka Abhi                 |
| 2014 | ф |                  | Buno Haansh            | Amal Kumar Biswash                 |
| 2014 | ф |                  | Yoddha: The Warrior    | Rudra/Abhi                         |
| 2014 | ф |                  | Herogiri               | Shubho/Raj                         |
| 2015 | ф |                  | Sudhu Tomari Jonyo     | Adi Sen                            |
| 2015 | ф |                  | Arshinagar             | Ronojoy Mitra / Ronojoy Mittir     |
| 2016 | ф |                  | Kelor Kirti            | Guru                               |
| 2016 | ф |                  | Love Express           | Raktim Prasad Gangopadhay aka Lal  |
| 2016 | ф |                  | Zulfiqar               | Markaz Ali / Marcus                |
| 2017 | ф | Чемпион          | Chaamp                 | Shibaji Sanyal                     |
| 2017 | ф |                  | Cockpit                | Captain Dibyendu Rakshit           |
| 2017 | ф |                  | Amazon Obhijaan        | Shankar Roy Chowdhury              |
| 2018 | ф |                  | Dhumketu               | Megh Aka Vanu Singha               |